# Svinatura
La svinatura è l'operazione vinicola mediante la quale si toglie il vino dalla vinaccia al termine della fermentazione.
In pratica, la svinatura è il primo travaso che il cantiniere esegue quando il processo di trasformazione da mosto a vino è concluso secondo i requisiti voluti. Tale operazione è tipica della fermentazione con macerazione ovvero la vinificazione in rosso o in rosato. Con questo procedimento si separa il vino dalle vinacce. Il vino appena svinato è detto "vino nuovo". Le vinacce subiscono una pressatura da cui si ricava il vino di pressa che può essere unito al vino nuovo. Da una seconda pressatura, più spinta della precedente, si ottiene il vino torchiato (bassa qualità) che normalmente viene utilizzato per produrre vini di bassa qualità o mandato in distilleria. Le vinacce esauste vengono quindi mandate in distilleria per la produzione di grappa. Il vino nuovo tipicamente richiede altre fasi vinicole prima di essere consumato (maturazione e affinamento) nonché ulteriori trattamenti di cantina (filtrazioni, correzioni, ecc.).
La svinatura è un procedimento meccanico che si può eseguire con diverse tecniche a seconda del contenitore ove il mosto-vino ha completata la fermentazione, del tipo di fermentazione, della quantità, degli obiettivi enologici e, naturalmente, dal tipo di cantina. Ad ogni modo si tratta quasi sempre di aspirare dal basso il vino fiore dopo aver lasciato compattare la vinaccia nella parte alta della vasca. Nella quasi totalità dei casi si utilizza una pompa enologica. 